# Lough Neagh
Lough Neagh [ˌlɒx ˈneɪ] (irisch Loch nEathach [ɫ̪ɔx ˈn̠ʲahax]) ist der größte See der Britischen Inseln. Der See liegt in Nordirland etwa 30 km westlich von Belfast. Er bedeckt eine Fläche von 396 km² und ist 30 km lang und 15 km breit. An seiner tiefsten Stelle ist er etwa 25 m tief. Durch den Fluss Bann wird er entwässert.
Die acht Inseln im See heißen Coney Island, Coney Island Flat, Croaghan Flat, Derrywarragh Island, Padian, Ram's Island, Phil Roe's Flat und The Shallow Flat.

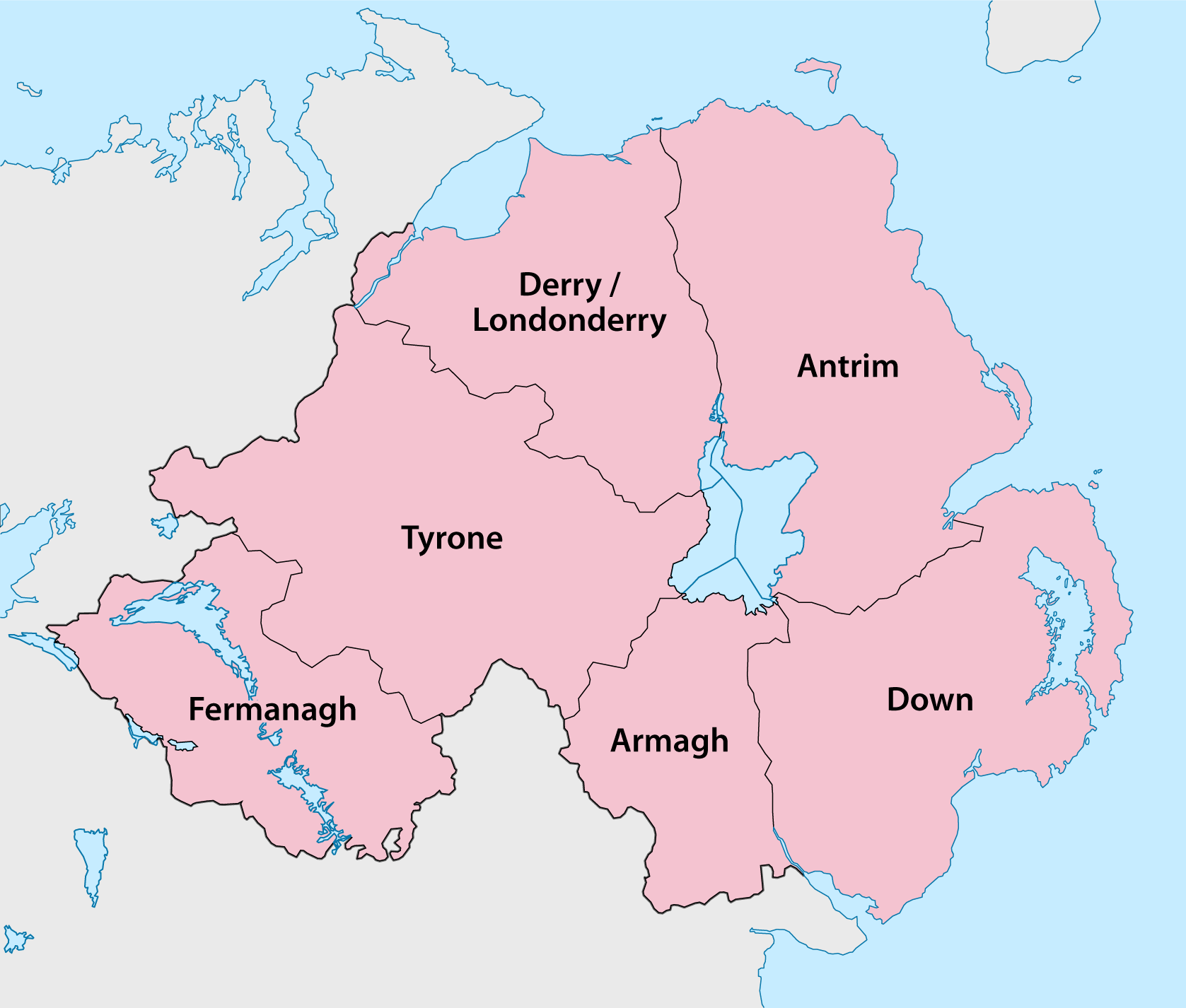
Grafschaften Nordirlands

Fünf der sechs Grafschaften (counties) Nordirlands haben Anteil am See, wie die Karte zeigt:
- Antrim – etwa die östliche Hälfte des Sees
- Down – ein sehr kleiner Teil im Südosten
- Armagh – Süden
- Tyrone – Westen
- Derry/Londonderry – ein kleinerer Teil im Nordwesten

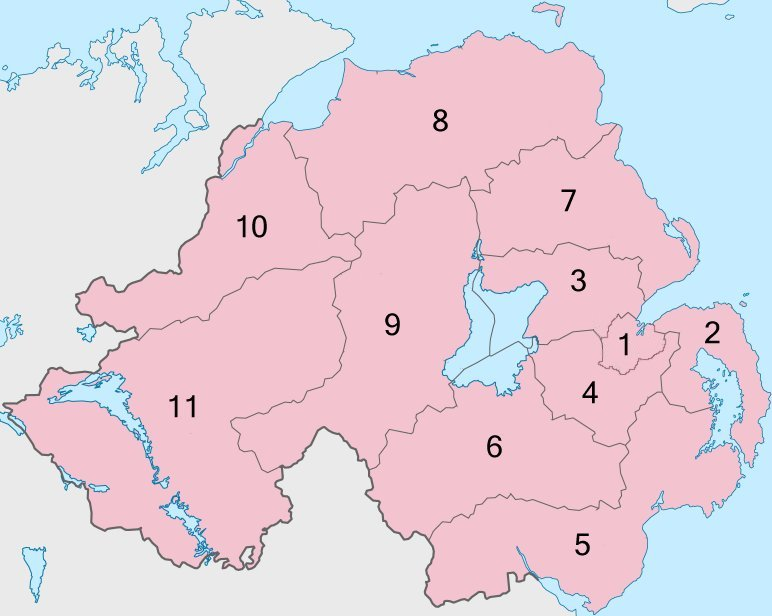
Distrikte Nordirlands

Das Seegebiet ist unter den vier Anliegerdistrikten aufgeteilt, die im Uhrzeigersinn aufgeführt sind:
- 3 Antrim and Newtownabbey im Nordosten
- 4 Lisburn and Castlereagh im Osten, mit dem kleinsten Anteil
- 6 Armagh, Banbridge and Craigavon im Süden
- 9 Mid Ulster im Westen

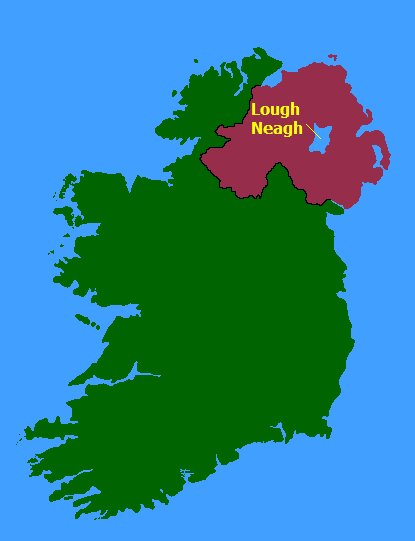
Lough Neagh innerhalb der Insel Irland

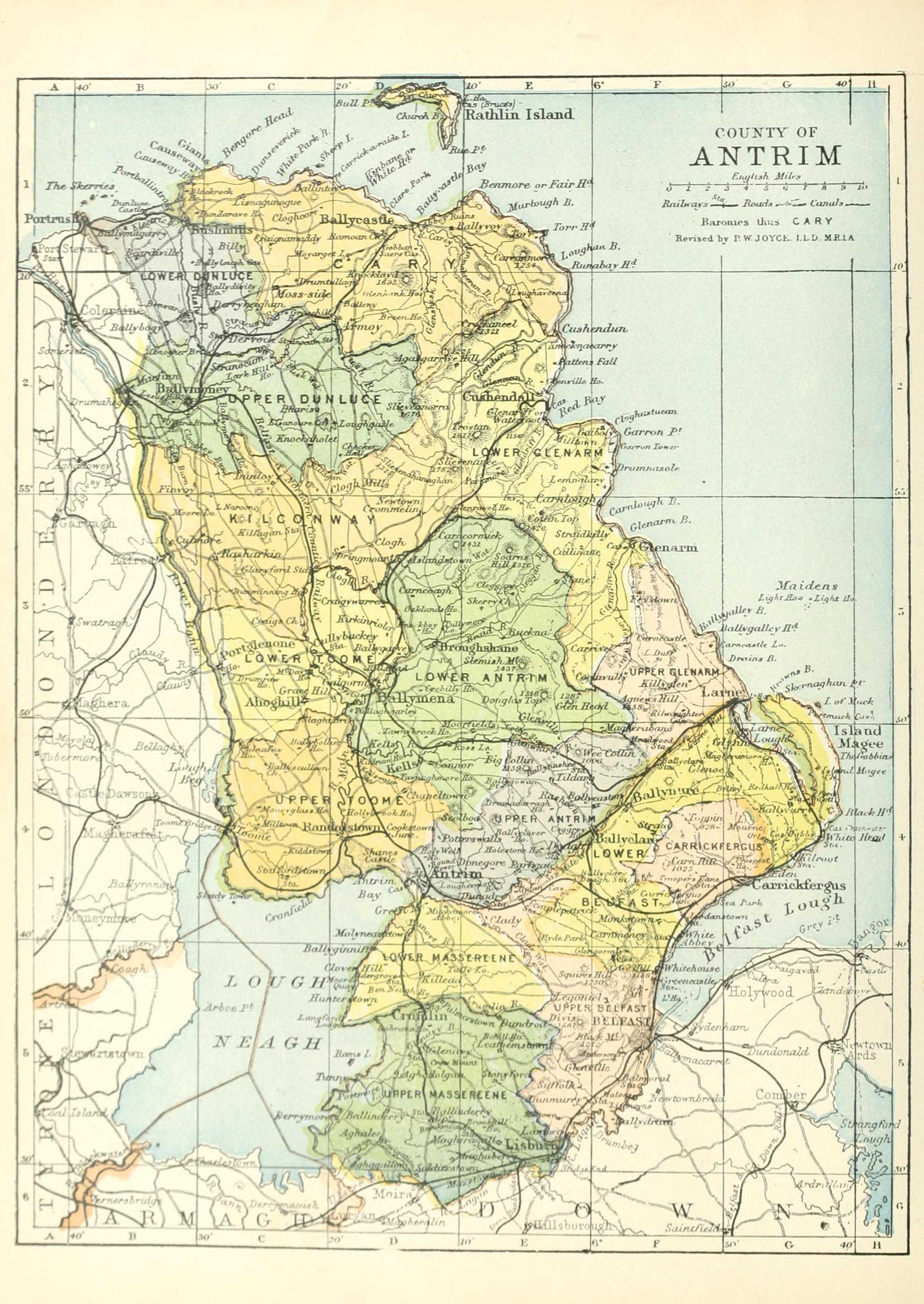
Karte von 1900 mit Lough Neagh

Nach einer alten irischen Legende wurde der See geschaffen, als der irische Riese Fionn mac Cumhaill (anglisiert: „Finn McCool“) einem schottischen Gegner ein Stück Land entgegenwarf. Er verfehlte jedoch sein Ziel, und der Brocken landete in der Irischen See, wodurch die Isle of Man entstand.
Nach dem See ist der Methansee Neagh Lacus auf dem Saturnmond Titan benannt.
Größere Bekanntheit erreichte der vormals beliebte Badesee im Jahre 2023 durch eine massive Blaualgenplage und die darauf folgenden Fisch- und Badeverbote. Aktivisten veranstalteten eine symbolische „Totenwache“ für Lough Neagh.

## Fischerei
Das Aalfischen ist seit Jahrhunderten ein wichtiger Wirtschaftszweig in Lough Neagh. Diese europäischen Aale wandern aus der Sargassosee im Atlantik etwa 6.000 km entlang des Golfstroms bis zur Mündung des Flusses Bann und dann weiter in den Lough. Heute exportiert die Aalfischerei des Lough Neagh ihre Aale an Restaurants in aller Welt, und der Lough-Neagh-Aal hat nach EU-Recht den geschützten geografischen Status erhalten.
Zu den anderen Fischarten im See gehören Dollyngan, eine im See heimische Bachforellenart, Lachs, Forelle, Barsch und Renken (Pollan); Brachsen, Gründlinge, Hechte und Rotfedern kommen ebenfalls vor, sind aber weniger verbreitet.

## Einzelnachweise

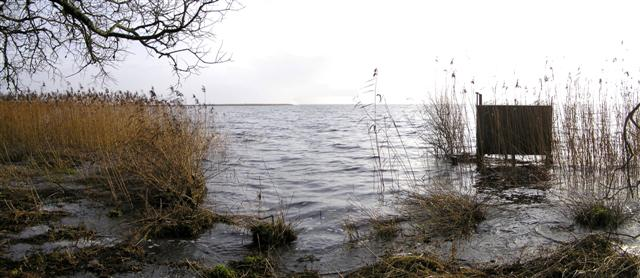
Lough Neagh